# Останній сигнал
Останній сигнал — науково-фантастична повість українського радянського письменника Ігоря Росоховатського. Твір входить до циклу про синтетичних людей — сигомів, та до трилогії про сигома Юрія, є завершальним твором трилогії. Основою повісті є оповідання автора «Втрачена ланка», яке вперше опубліковане у збірці творів письменника російською мовою «Утраченное звено» в 1985 році, та дало назву цій збірці. У творі піднімаються низка моральних та етичних проблем, пов'язаних із створенням штучних розумних істот, а також наводиться головна відмінність розумних істот від інших живих організмів.

## Сюжет повісті
Повість розпочинається із появи на космічному кораблі, що прямує до Землі, незнайомця, якого спочатку сприймають за співробітника карантинної служби. Пізніше описується, що це бортінженер з космічного корабля «Омега» Матвій Подільський, який єдиний вижив у катастрофі біля невідомої планети, в якій загинув у тому числі його найкращий друг, капітан корабля Борис Корнілов, і лише через випадковість, спричинену публікацією старовинного фантастичного оповідання про аварію однойменного космічного корабля, в якому також збігалися імена членів екіпажу, після чого керівництво космічними польотами вирішило скоротити екіпаж корабля, на ньому не полетів син Матвія Гліб, який був другим бортінженером корабля. Космонавт залишився на планеті сам без запасів їжі та кисню. Матвій згадує своє життя, навчання в політехнічному інституті, пізніше у школі космонавтів, перші польоти в космос, знайомство з дружиною, народження сина. Космонавт пригадує також перші успіхи та невдачі сина. Він захотів спочатку наслідувати батька й пішов навчатися на астронавігатора, проте пізніше його відрахували з навчання, і він закінчив факультет космічної інженерії. У особистому житті Гліба також переслідували невдачі, він розлучився з дружиною. Деякий час Гліб був без роботи, і лише за деякий час його взяв до екіпажу «Омеги» друг батька Борис Корнілов, після чого він став літати разом із батьком. Після цього Матвій побачив на планеті неподалік корабля невідому істоту. Нею виявляється сигом — синтетична розумна істота, створена людьми, який побував у Горловині нашого Всесвіту в сузір'ї Близнят, щоб подивитись на наш Всесвіт іззовні та скласти універсальне рівняння Всесвіту. Матвій просить допомоги в сигома, проте той початково відмовляє людини, посилаючись на те, що він має закінчити свою роботу. Проте за деякий час сигом бачить, що у його рівнянні не вистачає якоїсь однієї складової. Пізніше, читаючи думки людини, та спостерігаючи, як Матвій переживає за свого сина, та пригадуючи людей, які були близькі сигомові — жінку на ім'я Аліна та керівника лабораторії Михайла Дмитровича Костирського, він розуміє, що в його формулі не вистачає співчуття — відчуття, яке характерно для живих істот, але найбільш характерним є саме для розумних істот. Після цього сигом вирішує допомогти Матвієві, та телепортує його на найближчий космічний корабель, який прямує до Землі. Після цього сигом швидко знаходить відсутню ланку у формулі. Дізнавшись від людини, що близькі йому люди давно померли, сигом відправляється у минуле, де зустрічається із керівником лабораторії та жінкою, до якої він мав почуття, близькі до кохання. Матвій Подільський, повернувшись на Землю, дізнається, що саме сигом був тим незнайомцем, який організував публікацію оповідання про загибель космічного корабля «Омега» після того, як перемістився у минуле.

## Переклади
Повість «Останній сигнал» перекладена російською мовою, та надрукована у збірці «Вариант ИД», яка вийшла друком у видавництві «Український письменник» у 1995 році.